# Ptilinopus magnificus
Ptilinopus magnificus é o maior dos pombos frugívoros nativos da Nova Guiné e Austrália.
Na Austrália, habita quase exclusivamente a planície tropical e as florestas ao longo da costa leste, do centro de Nova Gales do Sul até o extremo norte na Península de Cape York. A Abundância das aves aumentam no sentido norte.
A pomba mede até 45 centímetros (18 polegadas), mas são geralmente muito menores nas regiões do norte. Tem plumagem roxa em volta do pescoço e do peito. Seu baixo ventre é amarelo e tem uma barriga verde. Os dois sexos parecem semelhantes e os juvenis têm uma plumagem verde maçante quando comparados com os adultos. Sua chamada soa como 'Wollack-wa-hoo' e, muitas vezes soa muito humano.